# Cyclea atjehensis
Cyclea atjehensis là một loài thực vật có hoa trong họ Biển bức cát. Loài này được Forman mô tả khoa học đầu tiên năm 1960.